# Burton Greene
Burton Greene (14. června 1937 – 28. června 2021) byl americký jazzový klavírista. Narodil se v Chicagu a v šedesátých letech působil na newyorské freejazzové scéně. Zde vystupoval například s kontrabasistou Alanem Silvou. V roce 1969 se usadil v Evropě, nejprve v Paříži a později v Amsterdamu. Později se kromě jazzu věnoval také klezmerové hudbě. Během své kariéry spolupracoval s mnoha hudebníky, mezi něž patří například Perry Robinson, Lol Coxhill, Archie Shepp a skupina Gong. Rovněž vydal řadu vlastních alb.